# Sitiveni Sivivatu
Sitiveni Waica Sivivatu (* 19. April 1982 in Suva, Fidschi) ist ein neuseeländischer Rugby-Union-Spieler.
Der ursprünglich aus Fidschi stammende Sivivatu zog während seiner Jugendzeit nach Neuseeland. Seine Vereinskarriere begann er 2001 bei Counties Manukau in der zweiten Liga der National Provincial Championships und wechselte drei Jahre später zu Waikato. Mit dieser Mannschaft wurde er 2006 neuseeländischer Meister.
2004 gab Sivivatu sein Länderspieldebüt mit den Pacific Islanders, der damals neu gebildeten Auswahlmannschaft von Fidschi, Samoa und Tonga, deren Spiele vom Weltverband IRB als offizielle Länderspiele anerkannt werden. Dann jedoch entschied er sich, für Neuseeland zu spielen und absolvierte am 10. Juni 2005 sein erstes Länderspiel für die All Blacks (91:0-Sieg gegen Fidschi). Bei Tri Nations 2005 fiel er verletzungsbedingt aus, kehrte aber bald darauf wieder in den Kader zurück und entwickelte sich zu einem Stammspieler.
Auf die Saison 2011/12 hin wechselte Sivivatu zum französischen Verein ASM Clermont Auvergne.

## Erfolge
- NPC-Meister mit Waikato: 2006
- Tri Nations-Sieger: 2006